# Les Allues
Les Allues ist eine französische Gemeinde mit 1.750 Einwohnern (Stand 1. Januar 2022) im Département Savoie in der Region Auvergne-Rhône-Alpes. Sie gehört zum Arrondissement Albertville und zum Kanton Moûtiers. Sie ist Mitglied des Gemeindeverbandes Val Vanoise Tarentaise.

## Geographie
Les Allues liegt an der Nordseite des Vanoise-Massivs, rund 30 Kilometer südöstlich von Albertville. Das Gemeindegebiet umfasst das Tal des Flusses Doron des Allues bis zu den angrenzenden Bergkämmen und erreicht im äußersten Süden mit dem Berggipfel Aiguille de Péclet (3564 m) die höchste Erhebung. Auch die beiden Gletschergebiete Glacier de Gebrulaz und Glacier de Borgne liegen in der Gemarkung. Diese hochalpinen Bereiche gehören zum Nationalpark Vanoise.
Nachbargemeinden sind:
- Brides-les-Bains im Norden,
- La Perrière im Nordosten,
- Saint-Bon-Tarentaise im Osten,
- Modane im Süden,
- Les Belleville im Westen und Nordwesten.

### Verkehrsanbindung
Das Tal wird durch die Départementsstraße D90 erschlossen. Parallel dazu führt von Brides-les-Bains bis Méribel eine Seilbahnanlage. Bei Méribel befindet sich auch der Altiport de Méribel, ein Flugplatz in etwa 1700 Metern Höhe.

## Bevölkerungsentwicklung
| Jahr                       | 1968 | 1975 | 1982 | 1990 | 1999 | 2006 |
| Einwohner                  | 812  | 1008 | 1250 | 1570 | 1869 | 1893 |
| Quellen: Cassini und INSEE |      |      |      |      |      |      |

## Tourismus
Im hinteren Talgrund befindet sich die mondäne Skistation Méribel, die mit den Stationen Les Menuires/Val Thorens und Courchevel in den beiden parallel verlaufenden Nachbartälern das Skigebiet Trois Vallées bildet.